# Mythes d'un futur proche
Mythes d'un futur proche est un recueil de nouvelles de J. G. Ballard, publié pour la première fois en 1982.
Il contient dix histoires :
- Mythes d'un futur proche (1982, Myths of the near future)
- La belle vie (1978, Having a wonderful time)
- Hôte de furieux fantasmes (1980, A host of furious fancies)
- Zodiaque 2000 (1978, Zodiac 2000)
- Nouvelles du Soleil (1981, News from the Sun)
- Théâtre de guerre (1977, Theatre of war)
- Le temps mort (1976, The dead time)
- Le sourire (1976, The smile)
- Décor de motel (1978, Motel architecture)
- Service de réanimation (1977, The intensive care unit)

Le groupe Klaxons a intitulé son premier album Myths of the Near Future en référence à ce livre.